# REC (Manga)
REC, auch: ●REC, ist eine Mangaserie des japanischen Zeichners Q-Tarō Hanamizawa, die von 2002 bis 2013 in Japan erschien. Sie wurde als Anime und Videospiel adaptiert.

## Inhalt
Der 26-jährige Fumihiko Matsumaru (松丸 文彦) wird von seiner Verabredung versetzt, trifft stattdessen aber auf die junge Aka Onda (恩田 赤), mit der er sich stattdessen den Film anschaut. Als Fumihiko die 20 Jahre alte Synchronsprecherin (Seiyū) nach Hause begleitet, stellen sie fest, dass sie nicht weit voneinander entfernt wohnen. Als dann Akas Haus abbrennt, zieht sie kurzerhand bei Fumihiko ein. 
Doch bald wird ihre Beziehung zu einem Problem, denn Fumihiko arbeitet im Marketing und sein Konzept soll mit Akas Stimme umgesetzt werden. Aber beide fürchten Nachteile, wenn ihre Beziehung zueinander bekannt wird, und versuchen diese deswegen zu verbergen.

## Veröffentlichungen
Der Verlag Shogakukan veröffentlichte den Manga in seinem Magazin Monthly Sunday Gene-X von Ausgabe 12/2002 (19. November 2002) bis 4/2013 (19. März 2013). Die Kapitel erschienen auch zusammengefasst in bisher (Stand: März 2013) 14 Tankōbon. Bei Tong Li kam eine chinesische Übersetzung heraus.

## Adaptionen

### Fernsehserie
2006 produzierte das Studio Shaft nach dem Drehbuch von Reiko Yoshida und unter der Regie von Ryūtarō Nakamura eine Anime-Adaption des Mangas für das Fernsehen. Das Charakterdesign entwarf Hideyuki Morioka und die künstlerische Leitung übernahm Hiroshi Katō. 
Vom 2. Februar bis 30. März 2006 wurden neun Folgen der Serie von TBS im japanischen Fernsehen gezeigt. Eine Bonusfolge erschien später auf DVD. Animax Asia zeigte eine englische Fassung, außerdem existieren eine koreanische und eine chinesische Übersetzung. 

#### Synchronisation
| Rolle              | Japanischer Sprecher (Seiyū) |
| ------------------ | ---------------------------- |
| Fumihiko Matsumaru | Makoto Yasumura              |
| Aka Onda           | Kanako Sakai                 |
| Hatakeda           | Daisuke Ono                  |
| Tanaka             | Kimiko Koyama                |
| Yoshioka           | Megumi Toyoguchi             |
| Aomori             | Tetsu Inada                  |

#### Musik
Die Musik der Serie wurde komponiert von Kei Haneoka. Für den Vorspann verwendete man das Lied Cheer! – Makka na Kimochi (Cheer!〜まっかなキモチ〜) von Kanako Sakai und der Abspann wurde unterlegt mit Devotion von BRACE;d.

### Videospiel
2006 produzierte Idea Factory ein Videospiel zu REC  für die PlayStation 2. In dem Ren’ai-Adventure wählt der Spieler in der Rolle von Fumihiko Matsumaru die Sprecher für eine neue Fernsehsendung aus. Unter dem Titel REC: Doki Doki Seiyū Paradise(REC ☆ドキドキ声優パラダイス☆, ~ Paradaisu) erschien das Spiel am 30. November 2006 in einer normalen und einer limitierten Fassung.